# American Hardcore
American Hardcore: The History of American Punk Rock 1980-1986 é um documentário dirigido por Paulo Rachman e escrito por Steven Blush, baseado no livro American Hardcore: A Tribal History, também escrito por Blush. Foi lançado a 22 de setembro de 2006 numa base limitada. O filme apresenta alguns pioneiros da cena do hardcore punk, incluindo o Bad Brains, Black Flag, D.O.A., Minor Threat, Minutemen, SSD, e outros. Foi lançado em DVD pela Sony Pictures Home Entertainment, em 20 de fevereiro de 2007.

## Enredo
Este documentário aborda o nascimento e a evolução do hardcore, de 1978 a 1986 (embora a embalagem diga 1980-1986). O documentário possui extensas filmagens durante o auge do movimento hardcore e apresenta entrevistas exclusivas com músicos das bandas como Black Flag, Minor Threat, Bad Brains, e muitos mais.

## Produção
O filme foi filmado e editado por 5 anos com muitos clipes dos anos 80 de bandas de hardcore, enviados pelas próprias bandas. Algumas das imagens foram filmadas pelo diretor Paulo Rachman, na década de 80, com a mais notável peça de filmagem sendo o último show de Negative FX , que gerou um tumulto depois de a energia ser cortada a meio do espetáculo.
Muitas das entrevistas foram, na verdade, feitas no apartamento de Paulo Rachman  e Steven Blush em diferentes áreas, para fazer parecer que foram feitas em locais diferentes.
O filme também apresenta fotografias de Edward Colver, incluindo a sua famosa foto de Danny Spira de Wasted Youth coberto de sangue. Esta foi também a foto usada para ilustrar a capa do livro.

## Os entrevistados
Os entrevistados incluem:
- Mike Watt do Minutemen e Firehose
- Perry Webb do Culturcide
- Todd Youth do The Chelsea Smiles, Agnostic Front, Warzone e Murphy's Law
- Mike Patton do Middle Class, Elysian Fields, Trostky Icepick e Jeff Atta of Middle Class